# Rezerwat przyrody Tarkowo
Rezerwat przyrody Tarkowo – rezerwat florystyczny o powierzchni 0,25 ha, położony w województwie kujawsko-pomorskim, powiecie bydgoskim i gminie Nowa Wieś Wielka. Został utworzony w 1958 roku.
Obszar rezerwatu podlega ochronie czynnej.

## Lokalizacja
Pod względem fizycznogeograficznym rezerwat znajduje się w mezoregionie Kotlina Toruńska, na południowym skraju Puszczy Bydgoskiej. Obiekt znajduje się ok. 1,5 km na południe od wsi Nowa Wieś Wielka, zaś od zachodu sąsiaduje z linią kolejową Bydgoszcz-Inowrocław.

## Charakterystyka
Przedmiotem ochrony w rezerwacie jest bór świeży ze stanowiskiem kserotermicznej wiśni karłowatej. Roślina ta występuje głównie w południowej części rezerwatu, a na pozostałym terenie jej skupienia są mniej liczne i rozproszone. Wzrost pojedynczych egzemplarzy wynosi od 40 do 80 cm, rzadko osiągając 1 m.
Na przestrzeni dziesięcioleci obserwowano tendencję spadkową liczebności populacji tego gatunku, jednak obecnie stan populacji jest stabilny i obserwuje się naturalne odnowienia. Główne zagrożenie dla wiśni karłowatej stanowią ekspansywne gatunki podszytowe.
Flora rezerwatu jest dość uboga ze względu na występujące tu warunki siedliskowe.
Występujące tu zbiorowisko ma charakter przejściowy pomiędzy kontynentalnym borem mieszanym a dąbrową świetlistą. Drzewostan tworzy ok. 160-letnia sosna zwyczajna z udziałem dębu i brzozy. W podszycie występuje dąb, klon, jarząb pospolity, zaś w runie między innymi sasanka łąkowa.

## Galeria

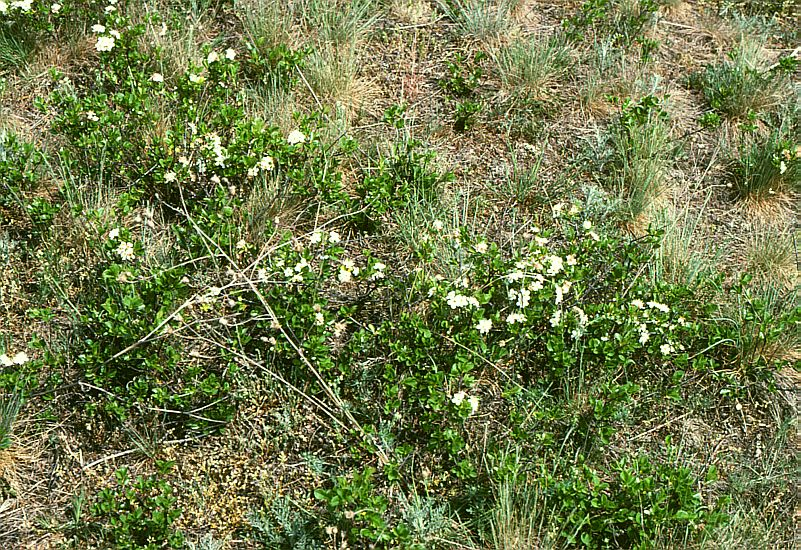
Wiśnia karłowata
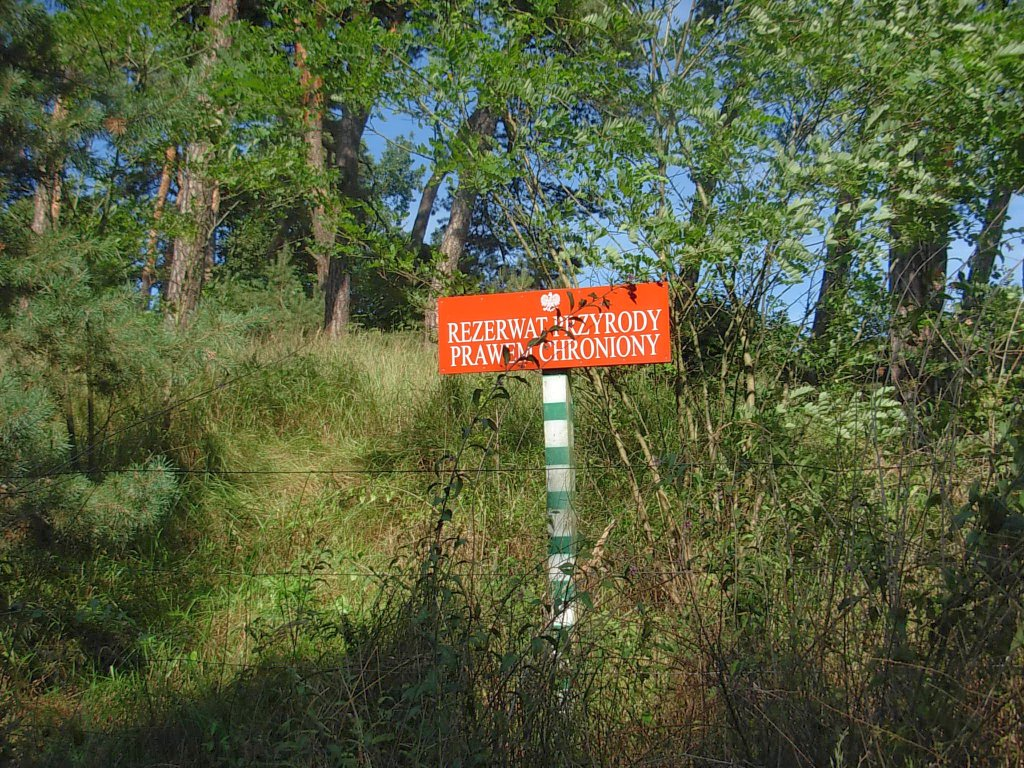
Tablica